# Brunnen Verlag (Gießen)
Der Brunnen Verlag ist ein christlicher Verlag mit Sitz in Gießen im Landkreis Gießen in Hessen. Er ist neben den Bibelgesellschaften einer der größten Bibelvertreiber im deutschsprachigen Raum und ist seit 1981 in der Gießener Gottlieb-Daimler-Straße angesiedelt.

## Geschichte

### Verlagsgründung
Die Geschichte des Brunnen Verlags beginnt bereits knapp 80 Jahre vor dem offiziellen Gründungstag am 1. September 1919. 1840 hatte der damals als „Sekretär“ bezeichnete Geschäftsführer der „Christentumsgesellschaft“, Christian Friedrich Spittler, auf dem heute beliebten Ausflugsberg St. Chrischona bei Basel ein theologisches Seminar gegründet. Bibeln und erste Schriften wurden gedruckt. Die Absolventen der Ausbildungsstätte führten sie bei ihrer Tätigkeit als sog. „Pilgermissionare“ mit sich.
1908 wurde dem Gießener Stadtmissionar Friedrich Herrmann seine „theologische Reisebuchhandlung“ zu klein und er gründete eine Buchhandlung. Von Anfang an wurde hier die evangelische Monatszeitschrift „aufwärts“ herausgegeben, die – ungewöhnlich für eine evangelische Publikation – bei rund fünfzigtausend monatlich verkauften Exemplaren nicht auf Subventionen angewiesen war. Seit Januar 2010 ist „aufwärts“ mit der Zeitschrift „Augenblick mal“ des Liebenzeller Gemeinschaftsverbandes zusammengelegt.
Direkt nach dem Ersten Weltkrieg erkannte der Gießener Buchhändler Karl Peters die Chancen und die Aufgabe, die in der großen Nachfrage nach christlicher Literatur lag. Um der verlegerischen Arbeit einen besseren rechtlichen Rahmen zu geben, gründete er zum 1. September 1919 den Brunnen Verlag Gießen als 1 ½-Mann-Betrieb, der zuerst in Personalunion mit der Buchhandlung betrieben wurde. Die in den 1920er Jahren erstmals aufgelegte Reihe „Zeugen des lebendigen Gottes“ umfasste in den besten Zeiten rund einhundert lieferbare Titel von Martin Luther bis Martin Luther King.

### Verbot während des Zweiten Weltkrieges
1930 erwarb der seit 1922 amtierende Geschäftsführer des Brunnen Verlags, Wilhelm Schmitz, die „von Münchow’sche Universitätsdruckerei“. 1940 wurde dem Verlag der Verkauf der Druckerei seitens des Regimes dringend nahegelegt, 1943 erfolgte das Verbot der Verlagsarbeit durch die nationalsozialistische Regierung. Als 1944 beim großen Bombenangriff auf Gießen Verlagsgebäude und Buchlager ein Raub der Flammen wurden, hatte der Verlag praktisch zu existieren aufgehört. Literaturarbeit konnte die Pilgermission St. Chrischona somit nur noch über den 1921 in Basel gegründeten Schweizer Brunnen Verlag leisten.

### Nach dem Zweiten Weltkrieg
Erst 1948 erteilten die Siegermächte dem Brunnen Verlag eine neue Lizenz. 1952 wurden ein neues Verlagsgebäude in der Gießener Innenstadt (Lonystraße 19) bezogen, der Spener Verlag übernommen und dessen Programm in den Brunnen Verlag integriert. Mit Rudolf Horn und Wilfried Jerke kamen in den 1960er Jahren zwei Mitarbeiter in den Brunnen Verlag, die den Ausbau des Hauses entscheidend prägten. In den 1970er Jahren hatte der Verlag ein 4.200 Quadratmeter großes Grundstück von der Chrischona GmbH für Evangelisation und Gemeinschaftspflege im Gewerbegebiet Gießen-West gepachtet und 1981 ein darauf errichtetes Verlagsgebäude eingeweiht, das 1996 und 1999 erweitert wurde. Wilfried Jerke, von 1972 bis 2002 alleiniger Geschäftsführer des Verlages, wurde seit 1. Mai 2002 vom bisherigen Lektoratsleiter Detlef Holtgrefe als Mitgeschäftsführer unterstützt, der zum 1. Januar 2004 die alleinige Geschäftsführung übernahm. Verlagsleiter Holtgrefe wurde im Juni 2015 auf der  Mitgliederversammlung für weitere vier Jahre als Vorsitzender der
Vereinigung evangelischer Buchhändler und Verleger (VEB) gewählt.
Zum Bibelprogramm wurde mit „Termine mit Gott“ zu Beginn der 1970er eine Bibellesehilfe entwickelt. Anfangs wurden zeitweise mehr als hunderttausend Exemplare jährlich im Buchhandel verkauft, jetzt hat sich der Verkauf bei weit über 50.000 Exemplaren jährlich eingependelt.
1971 wurde die christliche Verlagskooperation ABC Team gegründet, der zunächst neben dem Brunnen Verlag der Aussaat-Verlag, R. Brockhaus Verlag und Oncken-Verlag und das Christliche Verlagshaus angehörten, später kamen außerdem der Hänssler-Verlag, der Verlag der Francke-Buchhandlung und der Johannis-Verlag hinzu. 1972 erschienen mit „Jesus und Jerusalem“ der erste vierfarbige Brunnen-Bildband sowie die sogenannten „Werkbücher“, Arbeitshilfen für die ehrenamtlichen Gemeindemitarbeiter. 1987 wurde der Brunnquell-Verlag übernommen, einige Sachbücher und Biografien ins Programm aufgenommen sowie das Kinderbuchprogramm erweitert. Es sind Hörspielkassetten und CDs für Kinder sowie mehrere CD-ROMs und Hörbücher erhältlich. Zudem wurde ein DVD-Programm aufgebaut. Im Juli 2002 übernahm die Logistikfirma ChrisMedia GmbH in Staufenberg bei Gießen die Auslieferung für den Brunnen Verlag. 2004 wurde der Verlag erstmals vom Branchenmagazin Buchreport im Verlagsranking als größtes evangelisches Verlagshaus unter den rund 5000 Verlagen im deutschsprachigen Raum auf Rang 100 geführt.
Bekannt ist der Verlag als Rechteinhaber der deutschen Fassung des Gedichts „Spuren im Sand“. Ebenso sind die meisten Originalwerke von Dietrich Bonhoeffer in seinem Programm zu finden. Pro Jahr veröffentlicht der Verlag rund 130 neue Bücher, DVDs und Musik-CDs. Der Buchhandel weist im Februar 2016 1828 lieferbare Titel aus dem Brunnen Verlag aus.
Zum 2. Juni 2017 wurde der Brunnen-Verlag einschließlich der ALPHA-Buchhandlungen und des Logistikunternehmens ChrisMedia GmbH (Staufenberg bei Gießen) zu je 50 % von der Francke Buch GmbH  (Marburg) und der Kawohl Verlag  GmbH & Co. KG (Wesel) übernommen. Am Tag zuvor war bereits bekannt geworden, dass der bisherige Geschäftsführer des Brunnen-Verlages, Detlef Holtgrefe, zum 1. September 2017 als Verlagsleiter zu Gerth Medien wechselte. 2022 wurde Hartmut Schweitzer Verlagsleiter. 2019 löste Peter Butenuth den zwischenzeitlichen Geschäftsführer Stefan Kemmer ab. Seit Januar 2023 ist Klaus Meiß Geschäftsführer des Brunnen Verlags und der ALPHA-Buchhandlung, seit Januar 2025 auch des zum Brunnen Verlag gehörenden Logistikunternehmens ChrisMedia.